# TVR1
TVR1 est une chaîne de télévision généraliste nationale publique roumaine, qui est exploitée par la Société roumaine de télévision.

## Histoire de la chaîne
La TVR commence la diffusion de ses émissions le 31 décembre 1956 depuis un studio de cinéma abandonné de la rue Molière, au nord de Bucarest, reconverti en studio de télévision. 
À la suite de la création d'une deuxième chaîne en 1968, l'ancienne chaîne est rebaptisée Programul 1 (La Première). 
En 1983, Programul 1 commence à diffuser ses émissions en couleurs au format PAL. La Roumanie est ainsi le seul pays du bloc soviétique à ne pas adopter le système français SÉCAM. 
Nicolae Ceaușescu lance en 1985 un « programme d'économie d'énergie » qui se traduit en matière de télévision par la suspension de Programul 2 et par la réduction des émissions de Programul 1, qui redevient TVR, à deux heures par jour chaque soir entre 20h00 et 22 heures.
Pendant la Révolution roumaine de décembre 1989, TVR devient un centre important des événements, à la suite de l'occupation l'après-midi du 22 décembre du bâtiment de la TVR par les rebelles qui annoncent en direct la fuite de Ceaușescu. Les rebelles changent le nom de la TVR en TVRL, pour « Televiziunea Română Liberă" (télévision roumaine libre). Pour la première fois depuis 1985, TVR a émis plus de deux heures de programmes par jour en diffusant en direct la Révolution en continu pendant trois jours (21-24 décembre 1989). 
Après décembre 1989, TVRL, qui bénéficie du meilleur taux de couverture en Roumanie, reste un instrument de propagande aux mains, cette fois, du  Front de salut national (FSN), composé la plupart du temps d'anciens communistes, qui l'utilisent pour critiquer et dénigrer les protestataires, qualifiés de fascistes, qui exigent un gouvernement communiste libre. Ceci se traduit lors de l'émeute des étudiants de juin 1990, écrasée par les mineurs appelés par le nouveau président Ion Iliescu, qui félicite ces derniers en direct sur TVRL pour avoir « reconstitué la loi et l'ordre dans la capitale ». Un peu plus tard, après des protestations de la société civile, TVRL abandonne le « L », la désignation « libre » qui était devenue sujet de moquerie pour la chaîne. 
Face à cette décrédibilisation, la TVR subit une profonde crise d'identité qui s'intensifie après 1996. En 2001, après trois re-habillages, TVR1 devient România 1 (Roumanie 1), avec une nouvelle identité, mais la chaîne change encore trois fois son identité (y compris son logo) en seulement deux ans. Face à la gravité de la situation, un ultime re-habillage, réalisé par l'agence britannique English&Pockett, est mis en place le 11 juin 2004 et la chaîne redevient TVR1.

## Organisation

### Dirigeants
Membres du conseil d'administration de la SRTv :
- Dida Drăgan
- Radu Toma
- Stanik Istvan
- Răzvan Barbato
- Raico Cornea
- Sorin Burtea
- Marian Voicu
- Vlad Velcu
- Alexandru Sassu
- Anne Jugănaru
- Victor Socaciu

### Capital
TVR1 appartient à 100 % à la Société roumaine de télévision (en roumain : Televiziunea Română), société publique de télévision détenue par l'État roumain.

### Siège
Le premier siège de la chaîne en 1956 était un ancien studio de cinéma abandonné situé rue Molière, au nord de Bucarest.
En 1968, la TVR déménage dans un nouveau bâtiment au 191 Avenue de Dorobanti, le Centre de Télévision.

## Programmes
TVR1 diffuse un programme généraliste visant le plus large public composé d'informations, de magazines de société, de sport, de jeux, de films et de séries télévisées.

### Émissions
- Jurnalul TVR : émission la plus célèbre de la chaîne dont le slogan est : "Jurnalul așa cum ar trebui sǎ fie!" (Le journal télévisé tel qu'il devrait être), car les journaux télévisés des autres chaînes roumaines ont mauvaise réputation.

### Films/Sagas
- Hunger Games
- Saw

### Séries
- Awake
- Battlestar Galactica
- Billy et Mandy, aventuriers de l'au-delà
- Body of Proof
- Brothers and Sisters
- Castle
- Cold Case : Affaires classées
- Dallas
- Deadwood
- Desperate Housewives
- Downton Abbey
- Dr House
- En analyse
- Enlightened
- Eureka
- Flash Gordon
- Following
- Girls
- Grey's Anatomy
- Hannah Montana
- Homeland
- Hot in Cleveland
- Hunted
- Iron Man: Armored Adventures
- JAG
- La Légende de Korra
- Les Experts
- Les Experts : Manhattan
- Les Experts : Miami
- Les Portes du temps : Un nouveau monde
- Les Razmoket
- Les Vies rêvées d'Erica Strange
- Lost : Les Disparus
- Mad Men
- Modern Family
- Médecins de combat
- NCIS : Enquêtes spéciales
- NCIS : Los Angeles
- New Girl
- Nick Cutter et les Portes du temps
- Oggy et les Cafards
- Rescue Me : Les Héros du 11 septembre
- Rookie Blue
- Star Trek: Deep Space Nine
- Star Trek: Enterprise
- Star Trek : La Nouvelle Génération
- Star Trek: Voyager
- Strike Back
- Star Wars: The Clone Wars
- The Good Wife
- The Pacific
- The Walking Dead

### Programme type de TVR entre 1985 et 1988
En raison du même « programme d'économie d'énergie » de Nicolae Ceaușescu, entre 1985 et 1989, le programme de TVR était strictement limité à seulement deux heures par jour chaque soirée, entre 20h00 et 22h00, dont une heure était consacrée au culte de la personnalité de Nicolae Ceaușescu et de son épouse Elena :
19h30 : mire (barres à couleurs)
19h45 : mire (PAL FuBK)
19h55 : hymne national communiste (Trei culori - Trois couleurs)
19h58 : hymne du Front de la démocratie et de l'unité socialiste - FDUS (E scris pe tricolor Unire - Sur le Tricolore il est écrit Union)
19h59 : ouverture (horloge)
20h00 : le JT (« Telejurnal »)
20h20 : programmes spéciaux consacrés à Ceaușescu (documentaires ou programmes musicaux - des « chansons patriotiques ») 
21h00 : un épisode d'une série des pays de l'Est ou de théâtre de TV (produit par TVR)
21h50 : le JT (« Telejurnal »)
21h58 : clôture (« La Danse d'Union » - Hora Unirii)
22h00 : mire (barres à couleurs) durant quelques dizaines de secondes

## Diffusion
TVR1 est diffusée sur le réseau terrestre hertzien en Roumanie et Moldavie, et peut être reçu par 99,9 % de la population roumaine.
Depuis 2002, la chaîne est diffusée sur satellite et émet 24 heures sur 24.